# Protoplophora oglasicola
Protoplophora oglasicola är en kvalsterart som beskrevs av Bernini 1983. Protoplophora oglasicola ingår i släktet Protoplophora och familjen Protoplophoridae. Inga underarter finns listade i Catalogue of Life.